# Rupert Young
Rupert Francis Young (Lambeth, 16 maggio 1978) è un attore britannico, attivo in campo teatrale e televisivo.

## Biografia
Rupert Young è noto soprattutto per aver interpretato Leon nella serie TV della BBC Merlin. Nel corso della sua carriera ha recitato anche in diverse altre serie TV britanniche, tra cui Shameless, Doctor Who e The White Queen.
Attivo anche in campo teatrale, Young ha recitato in numerosi musical sulle scene londinesi, tra cui Company alla Southwark Playhouse, High Society all'Old Vic, un adattamento musicale de La dodicesima notte al Young Vic e la prima britannica di Dear Evan Hansen nel West End nel 2019. Per la sua interpretazione nel ruolo di Larry Murphy in Dear Evan Hansen, Young ottiene una candidatura al Laurence Olivier Award al miglior attore non protagonista in un musical.

## Filmografia parziale
- Doc Martin - serie TV, 2 episodi (2004)
- Heatbeat - serie TV, 1 episodio (2006)
- Primeval - serie TV, 1 episodio (2008)
- Merlin - serie TV, 39 episodi (2009-2012)
- Shameless - serie TV, 1 episodio (2010)
- Doctor Who - serie TV, 1 episodio (2010)
- The White Queen - serie TV, 1 episodio (2010)

## Doppiatori italiani
- Vittorio De Angelis in Merlin
- Gabriele Sabatini in Il giardino segreto
- Francesco Bulckaen in Bridgerton